# Ганс Йонер
Ганс Йонер (7 січня 1889, Базель - 2 грудня 1975, Тальвіль) – швейцарський шахіст i шаховий композитор, міжнародний майстер від 1950 року.

## Шахова кар'єра
Дванадцятиразовий чемпіон Швейцарії (одноосібно: 1923, 1929, 1931, 1934, 1935, 1937, 1938, 1947, 1950; поділив: 1908, 1928, 1932), що робить його найбільш титулованим гравцем в історії швейцарських шахів. Тричі (1927, 1931, 1956) представляв команду країни на шахових олімпіадах, був також учасником 1-ї неофіційної олімпіади 1924 року в Парижі. 
Досягнув кількох успіхім у міжнародних турнірах, зокрема, посів 1-ше місце в Остенде (1906), а також посів 1-ше місце в Ле Понті (1930). 1919 року здолав у сеансі одночасної гри чинного чемпіона світу Емануїла Ласкера. Багато разів захищав кольори національної збірної в міжнародних матчах, зокрема, в 1946 році двічі переміг Сезара Бутевіля в матчі проти Франції. У турнірах стартував у перших шести десятиліттях ХХ століття, 1961 року посів 6-те місце в 1-му турнірі IBM у Амстердамі, крім того 1962 року посів 6-те місце на турнірі "ветеранів" у Цюриху.
Крім участь у турнірах займався також шаховою композицією. Загалом опублікував близько 300 завдань. багато з них увійшли в збірку Г.Баумгартнера Kostbarkeiten der Problemkunst.
За даними ретроспективної рейтингової системи  Chessmetrics, найвище перебував у лютому 1935 року, досягнувши 2546 пунктів, посідав тоді 51-ше місце в світі.
Його старший брат, Пауль (1887–1938) також був відомим шахістом, зокрема, шестиразовим чемпіоном Швейцарії.